# Régi rendőrség (Makó)

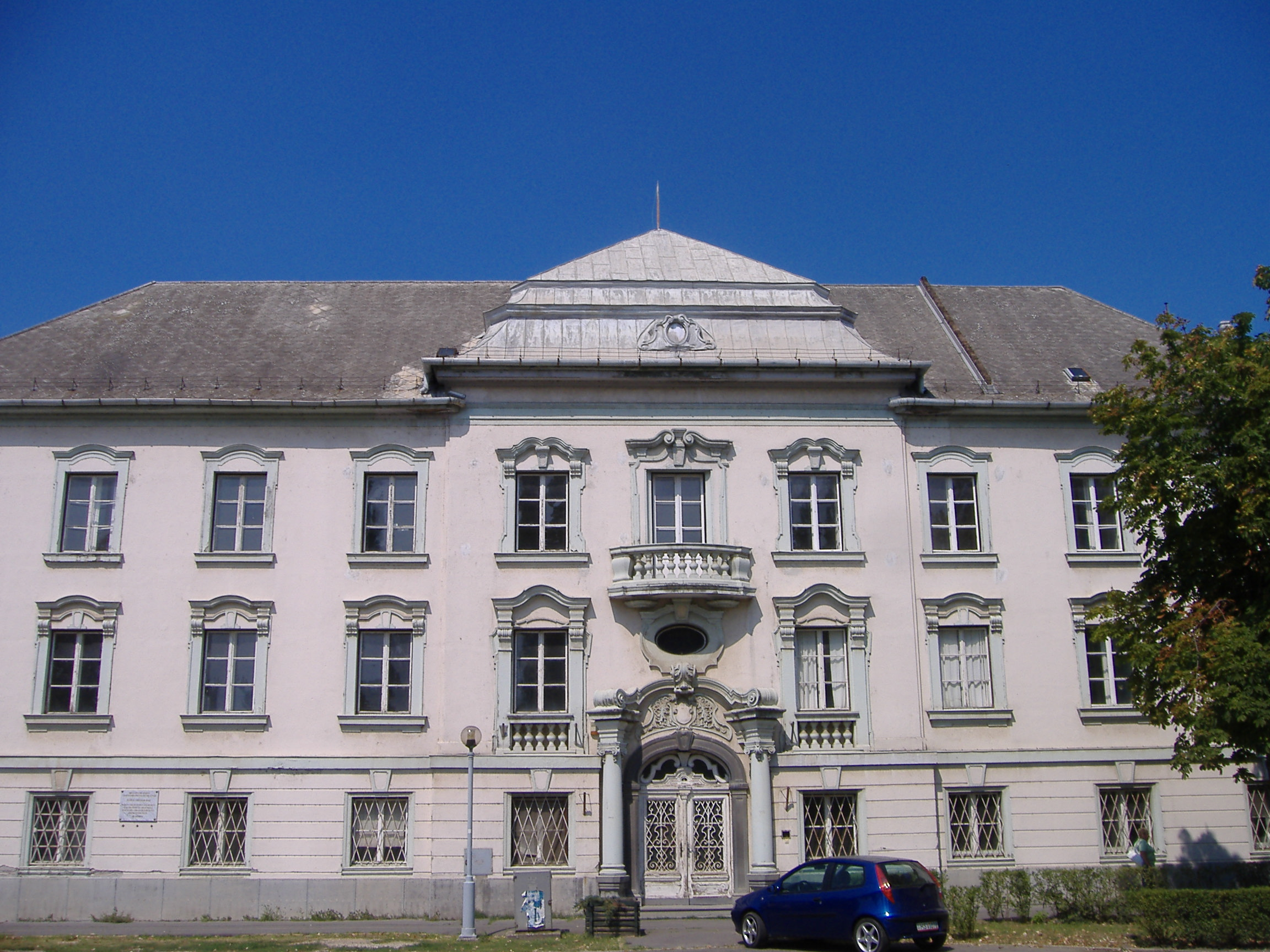
A rendőrség régi épülete

A Makói Rendőrkapitányság régi épülete a Városközpontban, a Teleki László utcán található. A neobarokk stílusú épület 1928-ban épült.
A városban az államrendőrséget az idegen megszállás miatt csak 1920. március 29-én hozták létre. A szervezet továbbra is az egykori megyei törvényszék épületében működött, csakúgy mint akkor, amikor még városi intézmény volt. Ezt az épületet azonban 1926-ban életveszélyesnek nyilvánította az államépítészeti hivatal. Az új épület a város hozzájárulásával főként állami pénzből épült föl, az 1700 négyszögöles telket Makó városa ingyen ajánlotta föl a Belügyminisztériumnak. A rendőrségi palota terveit Halasy Géza budapesti építész készítette. A munkálatok 1927 júniusában kezdődtek, az átadás 1928 tavaszán történt.
Az épület azonos stílusban és korban készült a csendőrségi palotával,  de ez előbbi szerényebb, a neobarokk pompa visszafogottabb. Középrizalitja látványos, a kapuzat szemöldökének plasztikája fejezetes oszlopokon nyugszik, az erkély íves kőbábos mellvédű. Az övpárkány alatt rusztikus jelleget mutat az épület, fölötte megjelenik a barokk mozgalmassága. A rendőrkapitányság tetejére manzárdtető került.
2006-ban ingatlancsere értelmében az önkormányzat átadta a Belügyminisztériumnak az egykori pártszékházat, amelyet az felújíttatott, majd a rendőrség az épületet 2007. április 13-án ünnepélyesen birtokba vette. A régi, Teleki László utcán álló épület az önkormányzat tulajdona lett. Jelenleg nincs hasznosítva, a tervek szerint Makói Termál- és Gyógyfürdő folyamatban lévő fejlesztéséhez kapcsolódóan gyógyszállóvá alakulna át.